# 엘리 (성경 인물)
엘리(히브리어: עֵלִי (뜻: '높음'), 고대 그리스어: Ἠλί, 라틴어: Heli)는 구약성경 사무엘서에 등장하는 유대인의 민족 지도자로, 실로의 고위 대제사장이다. 이스라엘에 왕정에 도입되기 전의 최후의 사사 가운데 한 명이다.
사무엘기의 기술에 따르면, 엘리는 실로에 거주했으며, 아들 홉니와 비느하스를 두었으나, 아들들의 신을 업신여기는 태도에 대해 슬퍼하여, 수하로 거둔 사무엘에 애정을 쏟았다. 신에 대하여 죄를 지은 엘리의 아들들이 불레셋과의 전쟁에서 전사하여, 이스라엘 민족의 자랑이었던 계약의 궤까지 빼앗겼다는 소식을 알게 된 엘리는 의자에서 굴러 떨어져 목뼈가 부러져 죽었다.

## 배경
여호수아 18장 1절의 기술에 따르면, 이집트에서 가나안 지역으로 이주한 이스라엘 민족이 언약궤를 모신 회막을 세운 지역이 실로였다. 실로는 이 시기부터 종교적 중심지로서의 역할을 하였다. 엘리가 이스라엘 민족의 사사로 활동하는 시기는 사사 시대의 막바지에 해당한다. 엘리의 사후 사무엘이 대제사장 및 선지자로 활동하며, 이스라엘은 사사 시대에서 왕정 시대로 넘어가며, 다윗의 아들 솔로몬에 의해 예루살렘에 성전이 건설되면서, 종교적 중심지가 예루살렘으로 이동한다.

## 생애
엘리에 대한 생애는 성경에 자세히 나와있지 않아 그것을 파악하기 힘들다. 사무엘상 1장 3절의 기술에 따르면, 그는 당시 회막이 있었던 실로의 제사장이었고, 그의 아들 홉니와 비느하스도 제사장이었다. 사무엘의 어머니 한나는 매년 자기 성읍에서 나와 회막이 있는 실로로 올라와 제사를 드렸다. 회막 앞에서 한나가 기도하고 통곡할 때, 근처에 있던 엘리는 한나가 기도하는 모습을 술에 취한 것으로 판단하여 "네가 언제까지 취하여 있겠느냐 포도주를 끊으라."라고 말하였고, 이에 한나가 신에게 기도한 것이라 대답하며, 이에 엘리는 한나의 원하는 것이 이루어질 것을 말하였다.

### 사무엘(한나)과의 만남
엘리는 영적 무기력한 지도자로서 일반적인 기도와 다르게 기도하는 한나의 모습을 보고 술에 취한 줄 알고 포도주를 끊으라고 하였다. 한나는 그 이야기를 듣고 엘리에게 자신이 술에 취한 게 아니라 격동됨이 많아 여호와 앞에 자신의 심정을 토한 것이라고 말을 하였다. 즉 한나는 하나님께 간절히 기도하는 여인이었다. 간절히 기도하는 한나에게 엘리는 평안히 가라고 말하며 하나님께서 한나의 기도에 응답해 주실 것을 축원하였다.
한나는 엘리에게 이러한 축원의 기도를 받은 후 얼굴에 근심이 사라지게 되었다. 이후 한나는 하나님께 간구하고 믿은 대로 아들 사무엘을 잉태하게 되었다. 하나님께서는 사사시대에서 왕정시대로 넘어가는, 역사적으로 중요한 시기에 사용할 인물인 사무엘을 보내시기 위해 한나에게 고난을 허락하셔서 기도하게 하셨다.
한나는 하나님께 서원한 대로 사무엘을 하나님께 바치고 성전에 거하도록 하였다. 하나님께서는 이러한 한나의 서원 갚음을 보시고 기뻐하시며 세 아들과 두 딸을 낳는 큰 축복을 내렸다. 결론적으로 한나는 하나님께 서원하고 준행함으로 하나님께 축복을 받을 수 있었다.

### 심판에 대한 예언
사무엘상 2장에 따르면 엘리의 아들들은 행실이 좋지 않았을 뿐 아니라 여호와의 제사를 멸시하였다. 성경은 이에 엘리가 아들들을 타일렀으나 따르지 않았기 때문에 엘리의 집안에 저주가 내렸다고 기록하고 있다.
이어 아이 사무엘이 엘리 앞에서 섬길 당시 하나님은 사무엘을 부르시고 엘리의 집에 대한 심판의 예언을 하셨다.
"내가 그의 집을 영원토록 심판하겠다고 그에게 말한 것은 그가 아는 죄악 때문이니 이는 그가 자기의 아들들이 저주를 자청하되 금하지 아니하였음이니라 그러므로 내가 엘리의 집에 대하여 맹세하기를 엘리 집의 죄악은 제물로나 예물로나 영원히 속죄함을 받지 못하리라 하였노라 하셨더라"

### 죽음
사무엘의 말이 온 이스라엘에 전파되는 때, 이스라엘과 블레셋과의 싸움이 있었고, 전쟁에 패한 이스라엘은 승리를 위해 실로에 있는 하나님의 언약궤를 전장으로 가지고왔으며, 엘리의 두 아들 홉니와 비느하스도 함께 하였다(삼상 4:2-4). 블레셋과의 싸움에서 패한 이스라엘, 언약궤를 빼앗기고 홉니와 비느하스는 죽임을 당하였고, 이 소식을 들은 엘리는 자기 의자에서 뒤로 넘어져 문 곁에서 목이 부러져 죽었다.
"하나님의 궤를 말할 때에 엘리가 자기 의자에서 뒤로 넘어져 문 곁에서 목이 부러져 죽었으니 나이가 많고 비대한 까닭이라 그가 이스라엘의 사사가 된 지 사십 년이었더라"

## 가계

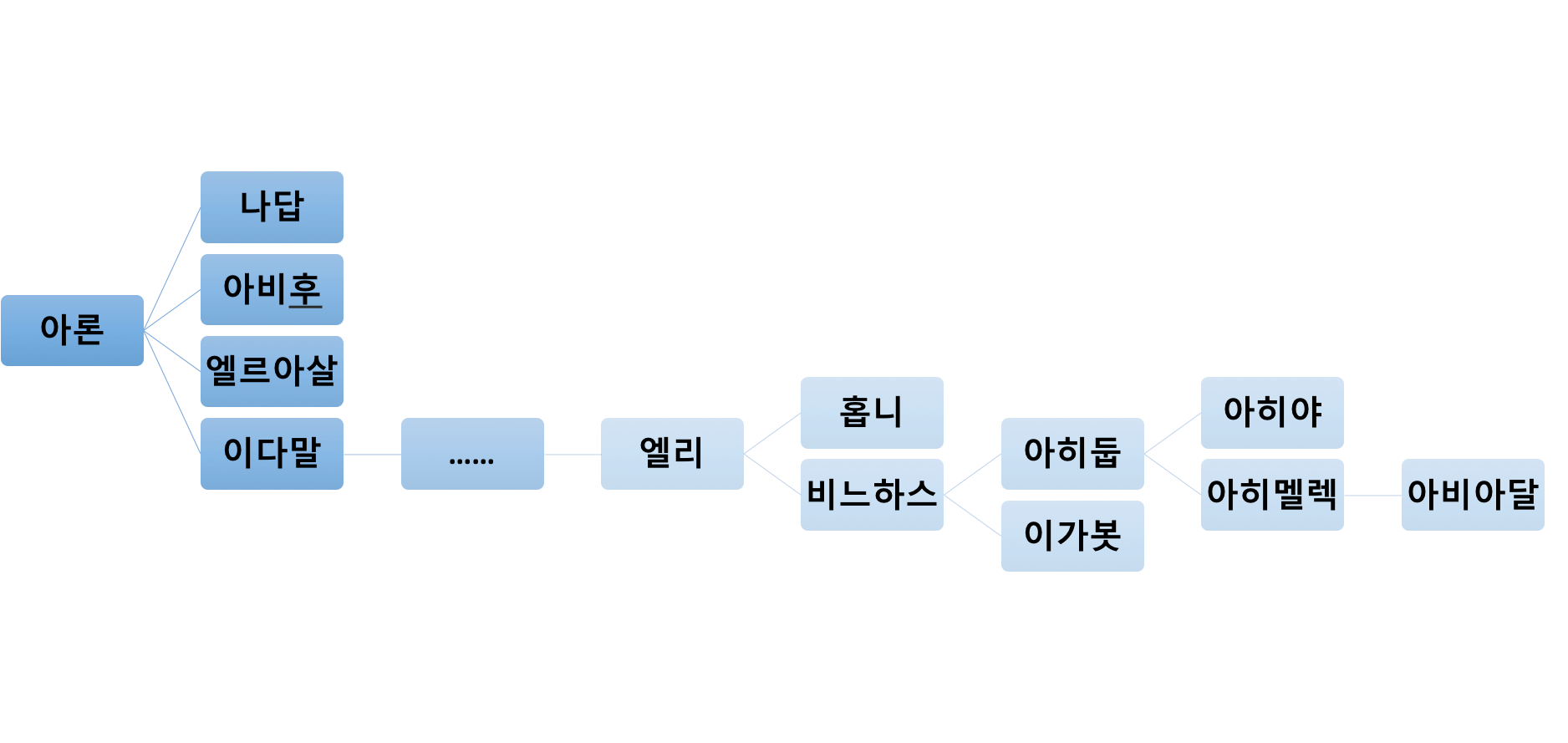
엘리의 족보

### 엘리의 아들들
아들: 홉니(손바닥), 비느하스(신탁),  비느하스의 아들: 아히둡, 이가봇(영광이 떠났다)
홉니와 비느하스는 제사장 신분으로 하나님께 드리는 제사를 멸시할 정도로 직분에 불성실하고 믿음이 없었으며, 하나님이 규정하신 제사 절차를 무시한 채 자기 주관에 따라 행할 만큼 교만하였고, 제물 중 자기의 분깃이 아닌 부위를 착복할 만큼 타락한 자였다. 그뿐만 아니라 성전에서 수종 드는 여인을 범할 만큼 부도덕하였다. 이 때문에 그들은 한날에 죽을 것이라는 예언을 들었으며, 그 예언대로 홉니와 비느하스는 블레셋과의 전쟁에서 죽게 된다. 비느하스의 아내는 하나님의 궤를 빼앗긴 것과 시아버지 엘리와 남편의 사망 소식을 듣고는 아들을 해산한 후에 죽어가면서 ‘영광이 이스라엘에서 떠났다’ 하고 아이 이름을 이가봇이라 하였다.

### 다윗의 제사장
아히멜렉과 그의 아들 아비아달
아히멜렉: 아히둡의 아들로, 다윗이 사울을 피해 도피해있던 성읍인 놉의 제사장이다. 다윗에게 거룩한 떡과 골리앗의 칼을 주었는데(삼상 21:1, 8) 이 장면을 목격한 에돔 사람 도엑이 나중에 사울에게 이 사실을 알려서 그는 죽임을 당하였다.
아비아달: 사울이 다윗을 도왔다는 이유로 아버지 아히멜렉을 포함한 제사장 84명을 죽일 때 살아남은 유일한 생존자이다. 다윗 시대 때 사독과 함께 제사장이 되었다. 다윗 말년에 솔로몬의 이복 형인 아도니아의 반역에 가담한 이유로 솔로몬에 의해 아나돗으로 추방당하였다. 솔로몬은 반역한 그를 죽이지 않고 제사장 직분만 파면하였는데 그 이유는 그가 여호와의 궤를 메었고, 다윗에게 충성하였기 때문이었다. 그러나 성경은 이 모든 일의 결과가 여호와가 실로에서 엘리의 집에 대하여 하신 예언의 말씀이 성취된 것이라고 말한다.

## 같이 보기
- 사무엘기